# 比图鲁纳
比图鲁纳是巴西巴拉那州的一个市镇。总面积1214.905平方公里，总人口16716人，人口密度13.8人/平方公里。